# Joseph R. Grundy
Joseph R. Grundy (Camden, 1863. január 13. – Nassau, 1961. március 3.) az Amerikai Egyesült Államok szenátora (Pennsylvania, 1929–1930).